# Adam Krieger
Adam Krieger (7. ledna 1634, Drezdenko dnes v Polsku – 30. června 1666, Drážďany) byl německý varhaník a hudební skladatel.

## Život
Narodil se 7. ledna 1634 v obci Driesen v tehdejší pruské provincii Braniborsko (tzv. Nová marka), dnes nese název Drezdenko a je součástí Lubušského vojvodství v Polsku. Není nijak příbuzný s jinými německými barokními skladateli Johannem Philippem Kriegerem a Johannem Kriegerem. Studoval hru na varhany u Samuela Scheidta v Halle. Na základě konkurzu, v němž porazil skladatele a varhaníka Wernera Fabricia se v roce 1655 stal varhaníkem v kostele sv. Mikuláše (Nikolaikirche) v Lipsku, kde byl nástupcem jiného slavného skladatele a varhaníka Johanna Rosenmüllera. V Lipsku založil hudební sdružení Collegium Musicum.
V roce 1657 vydal svou první sbírku písní a v témže roce jej saský kurfiřt Jan Jiří II. povolal ke dvoru do Drážďan. Byl jmenován dvorním varhaníkem a vyučoval na cembalo kurfiřtovu dceru.
Zemřel v Drážďanech roku 1666 a je pochován na hřbitově Frauenkirchhof.

## Dílo
Adam Krieger je znám především jako autor mnoha písní, k nimž psal nejen hudbu, ale i texty. Charakteristickým znakem jeho děl byly jednoduché lidové melodie. Jeho nejslavnější píseň Nun sich der Tag geendet hat (Den právě skončil) je součástí většiny protestantských zpěvníků. Jiná oblíbená píseň Der Rhein'sche Wein oslavuje kvality rýnského vína. Druhá sbírka písní Neue Arien vyšla tiskem až po skladatelově smrti v roce 1667, v rozšířené podobě pak v roce 1676.
- Arien v. einer, zwey u. drey Vocal-Stimmen benebenst ihren Ritornellen auff zwey Violinen u. einem Violon sammt d. Basso continuo zu singen u. spielen, 1657
- Neue Arien [wie vor] auff zwey Violinen, zwey Violen und einem Violon [wie vor], 1667 resp. 1676
- Kantáty, pohřební písně